# ウィルフリッド・ローリエ
サー・ウィルフリッド・ローリエ（Sir Wilfrid Laurier フランス語: [wilfʁid loʁje] 英語: [ˈlɒrieɪ]、1841年11月20日 - 1919年2月17日）は、カナダの第8代連邦首相。所属政党は自由党、首相在任期間は1896年7月11日 - 1911年10月5日。ケベック州サン・ラン（現サン・ラン・ローレンティド）生まれ。弁護士、ジャーナリスト、庶民院議員。1919年2月17日、オタワで没。1887年から1919年まで自由党党首。この時代の代表的政治家。カリスマ的な人格で、腕利きかつ実務的であった。

## 人物
初のフランス系カナダ人の首相として知られ、仏語圏と英語圏の調整によりカナダ連邦を拡張するなど、和解（妥協）政策でよく知られた。ローリエはまた、政治・経済面での自由を確保出来ることを前提に、イギリス帝国に残ることを認めた。45年に亘り庶民院議員を務めたこと、連邦首相在任15年間というのは、いまだ他の誰の追随も許していない。現在、カナダドルの5ドル紙幣に肖像が印刷されている。
「私の眼前には常に、節度と、和解による真のカナダ主義的政策へ、夜は炎の柱が、昼は雲の柱が立っている」「カナダは自由であり、自由がその国民性である」「どんな犠牲を払っても市民の自由は守り抜くという責務を貫き通す」という名言を遺している。

## 来歴
1864年、マギル大学で法学を専攻し、モントリオールで開業。1866年、ラブニールに転居、さらにアサバスカに移り、新聞「ル・デフリシュール」を発行する。過激派のパルティ・ルージュを支持し、連邦化に強く反対した。ケベック州議会の、ドラムンド＝アサバスカ選出の自由党議員となるが、1874年に辞職した。その後は連邦と和解して、カナダ庶民院の自由党議員に初当選し、45年に及ぶオタワでの生活が始まった。1911年の総選挙まで当選を重ね、1896年からは連邦首相を務めることになる。
1877年10月、ケベック・シティーで、自由主義政治について精力的な演説をした後、アレクサンダー・マッケンジー内閣に内国歳入担当大臣として入閣。地元ケベックでは最も卓越した自由党議員となる。1878年と1882年の選挙で自由党は敗北するも、ローリエ自身は当選を重ねた。1885年、ルイ・リエルの絞首刑により、メティスの指導者であるリエルの主張を熱心に弁護し、フランス系とイギリス系の統一が必要であると主張した。1887年に、前年の選挙で敗れた自由党の党首エドワード・ブレイクから、次の党首に指名された。

## 連邦首相就任

### アメリカとの無制限互恵

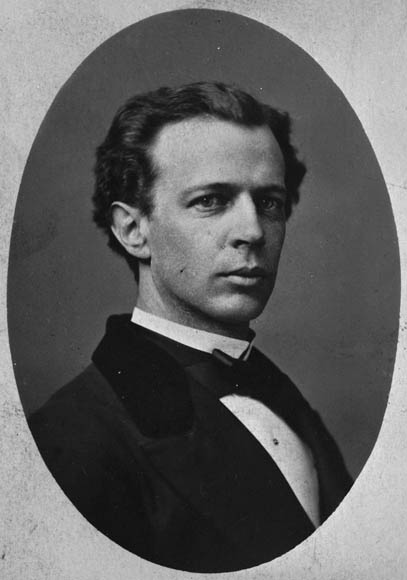
1869年当時のローリエ

自由党が掲げた無制限互恵とは、アメリカ、カナダの両国はそれぞれの関税を撤廃するものの、政治上の併合は回避する、そのために、第三国には米加それぞれが独自の関税を維持するというものだった。1890年4月にアメリカ下院に上程されたマッキンリー関税法案による農業保護関税は、カナダからの大麦、小麦、トウモロコシの輸入阻止が目的であったため、農民層からの非難の声が強まり、自由党には渡りに舟となった。また、10年以上の不況下にあった世界経済が、時を同じくして回復し始め、イギリス資本が投下されたカナダは好景気となった。
一方で、当時のイギリス本国では、アングロサクソン優先主義を掲げ、「イギリス最強の帝国主義者」と呼ばれたジョゼフ・チェンバレンが植民地大臣で、これは、フランス系のローリエには受け入れられなかった。ローリエも、カナダの自立した内政が認められるのであれば大英帝国を批判することはないという姿勢から、イギリス人やフランス人という立場を超越した「最初のカナダ人」と呼ばれた。また、植民地はいずれ独立し、本国から離れるものという考えを持っており、独立を「われわれの運命の北極星」と呼んだ。

### 首相就任とマニトバ学校法

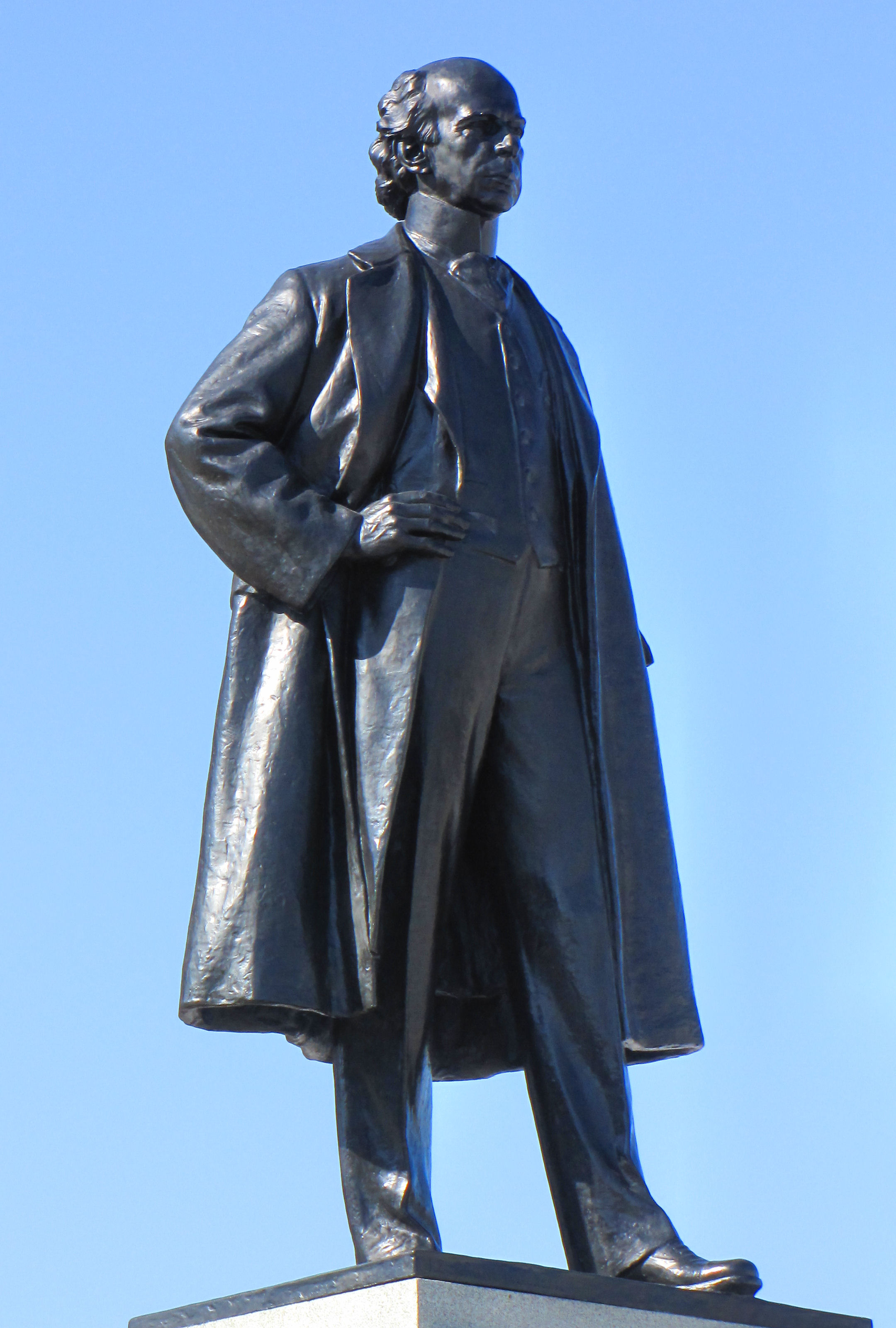
オタワのパーラメント・ヒルに立つローリエの像

ジョン・A・マクドナルドの死後、保守党が苦境に陥る一方で自由党をうまく掌中に収め、1893年オタワで真の国家構築と新しい綱領承認に重点を置いた政治大会を開いた。これは多くの人々を惹きつけた。1896年の選挙ではマニトバ州のカトリック少数派の教育が争点となるも、ローリエはイソップの『北風と太陽』をもじった「太陽の方法」という表現を使い、どっちつかずの態度を取った。結果自由党は1896年の選挙で勝利し、これによってローリエは連邦首相に就任した。
1896年のローリエと、マニトバ州首相のトーマス・グリーンウェイの会談で、ローリエはマニトバのカトリック少数派の教育の今後について決定した。1890年まで続いていたセパレート・スクールを廃止した後は、授業のある日の放課後30分間以内に限り、英語以外の言語で宗教教育をさせることにした。これは巧妙な妥協案だったが、英・仏二言語主義に基づくマニトバ法の精神に則っているとは言い難かった。

## 内政と外交

### 関税と帝国統一への反対

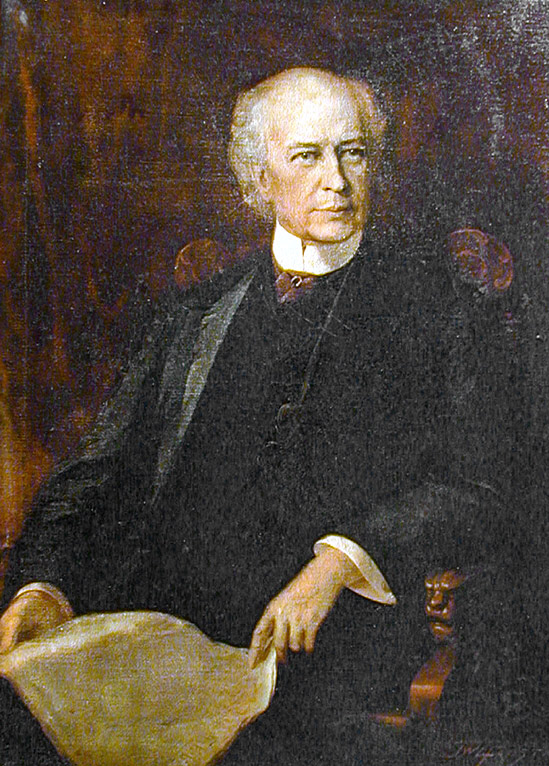
ローリエの肖像画

「同じ悪でもまだましな方の悪」（レッサー・エヴィル、Lesser Evil）である国家的調和と政治という名のもとで、ローリエは妥協策を進めた。クリフォード・シフトンとともに取りかかった移民政策の再編とウィリアム・フィールディングとの英帝国内特恵関税に基づく妥協案、フィールディング関税を完成させた後、1897年には彼にとって初めての植民地会議に赴き、帝国内統一案には反対ながら、ボーア戦争でイギリスに対しカナダからの物資と輸送の援助、その経費負担にはぎりぎり同意し、義勇兵のみの派兵1,000人（後に7300人）と62万ポンドを負担した。しかしこれは、関与を否定するフランス系カナダ人の非難の的となった。
1900年以後、ローリエはカナダを全力で引っ張った。ロンドンの植民地会議では、帝国の統一へのすべての提案に再び反対した。1903年には、アラスカ国境をめぐるアメリカとの会談に失敗した。アメリカによる併合を防ぐため、カナダは1898年6月にユーコン準州を創設しており、互いが自国に都合のよい国境線を主張していたが、これにイギリスが介入して結局決裂した。

### 鉄道路線の増設
西への鉄道が新設されることになり、グランドトランク太平洋鉄道がウィニペグから西の区域を建設することになった。その際、政府はモンクトンとケベック・シティーからウィニペグへの路線（ナショナル・トランスコンチネンタルと呼ばれた）の路線を請け負うつもりでいた。カナディアン・ノーザン鉄道の建設も許可した。しかし、土地がすでに乏しく、援助は現金と鉄道債の利子保証で、資金はロンドンの政府債発行で賄われることとなり、競争の激しさもあって、第一次大戦中に破綻を招いた。
また、新しい2つの州（アルバータとサスカチュワン）を創設する計画もあった。1908年の総選挙では、有権者はまたもローリエを信任した。自由党も多数派だったが、多少の議席数減少がみられた。ただ、マニトバのカトリックの学校問題に関しては、やはり煮え切らなかった。

### 2つの法案と敗北

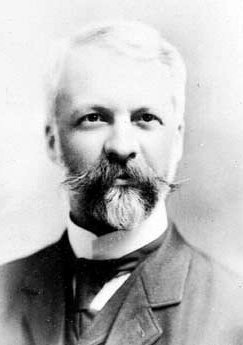
アンリ・ブーラサ

1907年の植民地会議（後に帝国会議と改称）では、イギリスは自由党政権となり、帝国内での個々の植民地の自立強化が促された。これにより、個別の海軍と外務省の設立が求められるようになった。
これに伴いローリエは、1908年の当選後は2つの法案の通過に重点を置いた。最初の法案はカナダ海軍法案で、1910年に提出され、5隻の巡洋艦と6隻の駆逐艦を備えたカナダ海軍の創設案だった。この海軍は世界中どこでもイギリスと一緒に戦う準備があったが、イギリス系住民からは「こんなちゃちな海軍を持つよりは、本国にドレッドノート級戦艦2隻を寄贈したほうがいい」との批判を受けた。そのためジョゼフ・パピノーの孫でフランス系ナショナリストのリーダー、アンリ・ブーラサは「イギリス本土が攻撃されでもしない限り協力は拒否」と主張した。中庸な姿勢を取り続けたため、ローリエの支援は高くつくものとなった。特にケベックではそうだった。一方外務省は、オタワのバンクストリートの床屋の2階で産声を上げた。
2番目の法案は、アメリカとの互恵関係に関連するものだった。アラスカ国境紛争以後実現不可能となっていたが、1910年に第一次産業製品をほぼすべて免税、製造品での免税を鉄鋼と有刺鉄線のみにすることで話がついた。しかし、互恵の拡大や競争激化への不安が広がり、企業家や農民たちの怒りを買う破目になった。これらの案件を成立させるために、ローリエは庶民院を解散し、総選挙を実施した。1911年9月21日、彼は苦い敗北を味わうこととなった。

## 徴兵制度

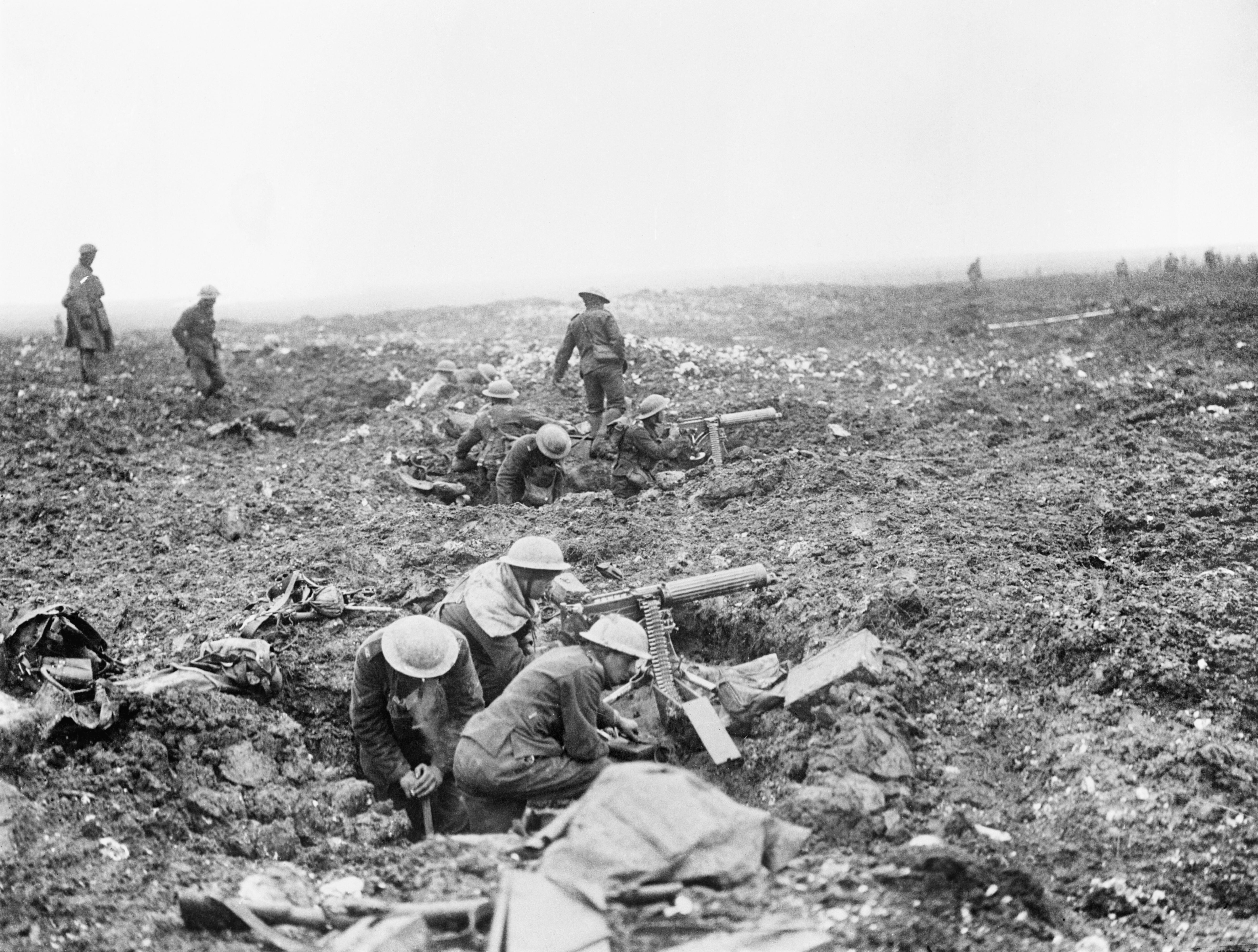
ヴィミー・リッジのカナダ兵。

ローリエは、カナダの第一次世界大戦への参戦を強く支持し、義勇兵の入隊を熱心に推進した。ケベックでの反発が強く、そのためカナダの統一を脅しかねない徴兵制度を否定した。
カナダ軍は、多くの戦死者を出しながらも、ヴィミー・リッジの戦いで大いに評価され、これによりイギリスもカナダ個別の軍を認めざるを得なくなった。また、国民も徴兵へ前向きになっていった。時の首相ロバート・ボーデンは、ローリエを説得して連立政権に持ち込み、徴兵制度を施行しようとした。しかしローリエは同意しなかった。結果、ボーデンは連立内閣を作ったが、フランス系議員の姿はそこにはなかった。最終的にボーデンは、徴兵のための根回しを図った挙句、1917年に徴兵の是非を問う選挙で勝利した。この結果は、戦時の高揚感の中では必然のものだった。徴兵制度は勝利を得た。

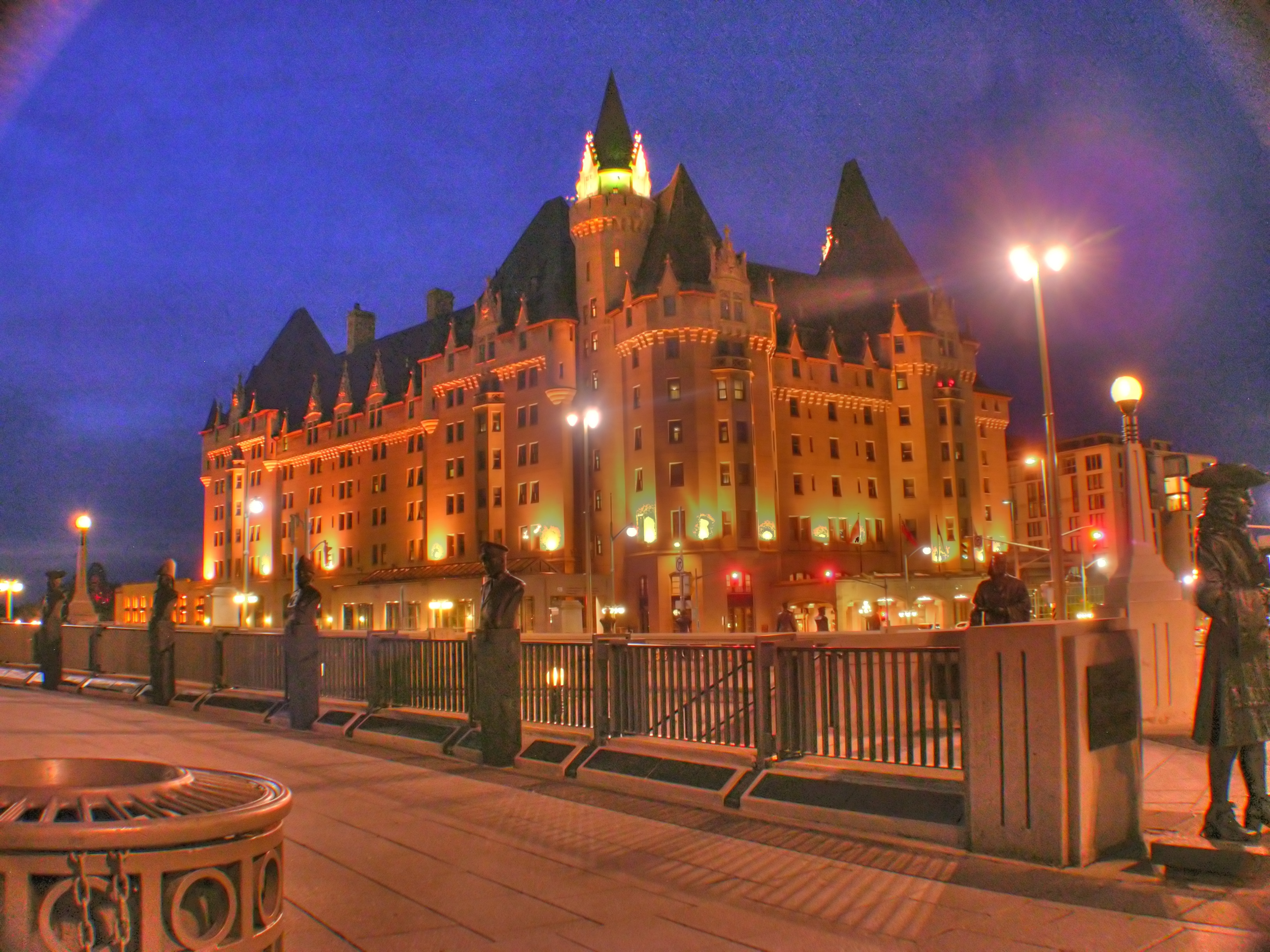
ローリエの名を冠したオタワのホテル、シャトー・ローリエ

この徴兵制度をめぐっての、連立内閣とローリエの対立が、最終的にケベック分離独立にまで発展していくことになり、事実ケベックでは、オンタリオ州でのフランス語教育の制限に神経をとがらせていた。
1919年2月17日死去。ローリエの精神は、やはり自由党のウィリアム・ライアン・マッケンジー・キングによって引き継がれ、マッケンジー・キングもまた、長期にわたり政権を担当することとなった。

## ゲームへの登用
その人気と功績が認められ、ターン制ストラテジーゲーム、シヴィライゼーションVIにてカナダ文明の指導者に抜擢された。